# Powiat Veľký Krtíš
Powiat Veľký Krtíš (Okres Veľký Krtíš) – słowacka jednostka podziału administracyjnego znajdująca się w kraju bańskobystrzyckim. Powiat Veľký Krtíš zamieszkiwany jest przez 46 597 obywateli (1 stycznia 2003) i zajmuje obszar 849 km². Średnia gęstość zaludnienia wynosi 54,88 osób na km².

## Stosunki etniczne
- Słowacy – 68,0%
- Węgrzy – 27,4%
- Romowie – 1,8%
- Czesi – 0,5%

### Stosunki wyznaniowe
- katolicy – 70,9%
- luteranie – 15,8%